# Kastanienbraune Kurzschwanzblattnase

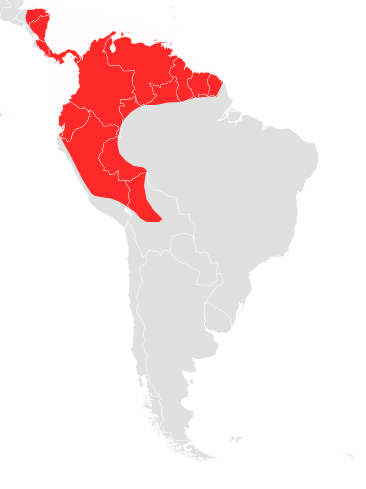
Verbreitungsgebiet der Kastanienbraunen Kurzschwanzblattnase (laut älterer Beschreibung, Text beachten)

Die Kastanienbraune Kurzschwanzblattnase (Carollia castanea) ist ein in Mittel- und Südamerika verbreitetes Fledertier in der Unterfamilie der Kurzschwanzblattnasen. Vermutlich stellt das Taxon einen Komplex von mehreren Arten dar. Das Typusexemplar stammt aus Costa Rica.

## Merkmale
Mit einer Gesamtlänge von 48 bis 60 mm, inklusive eines 7 bis 14 mm langen Schwanzes und mit einem Gewicht von 11 bis 16 g ist die Art ein typischer Gattungsvertreter. Es kommen 34 bis 38 mm lange Unterarme, Hinterfüße von 10 bis 14 mm Länge und 16 bis 19 mm lange Ohren vor. Nicht bei allen Individuen ist oberseits kastanienbraunes Fell vorhanden. Bei manchen überwiegen hellbraune Töne und selten kommen graue Schattierungen vor. Die Haare sind an der Wurzel hell und die Spitzen können zwei verschiedenfarbige Abschnitte besitzen. Typisch für den Kopf sind etwa dreieckige Ohren, ein Nasenblatt mit einer hufeisenartigen Grundform, die um die Nasenlöcher reicht, ein blattförmiger Aufsatz, eine große Warze auf dem Kinn und kleinere Warzen, die die erste U-förmig umschließen. Die nackte Schwanzflughaut enthält den ganzen Schwanz. Die Flügel setzen am Sprunggelenk an.

## Verbreitung
Das Verbreitungsgebiet reicht von Honduras über das südliche Mittelamerika, Kolumbien, Venezuela und Ecuador bis ins nördliche Peru und nördliche Guyana. Die Art lebt im Flach- und Bergland zwischen 50 und 1100 Meter Höhe. Die Kastanienbraune Kurzschwanzblattnase lebt in Wäldern und besucht häufig Plantagen.

## Lebensweise
Diese Fledermaus bevorzugt Früchte der Pflanzengattung Pfeffer. Zusätzlich werden die Früchte anderer Sträucher und Bäume gefressen, die sich im Unterholz befinden. Dazu zählen die Gattungen Markea und Dipteryx (Hülsenfrüchte). Gelegentlich werden Insekten gejagt. Die Individuen sind meist in den ersten drei Stunden nach dem Sonnenuntergang aktiv. Sie werden nicht durch helle Mondnächte beeinflusst, doch bei starkem Regen bleiben sie im Versteck. Die Art ruht in Höhlen, verlassenen Bergwerksstollen, in Baumhöhlen und in Erdlöchern zwischen Wurzeln. Nördlich des Äquators finden die meisten Geburten im Frühjahr und Spätsommer statt. Andere Aspekte der Fortpflanzung entsprechen vermutlich anderen Gattungsvertretern.

## Gefährdung
Für den Bestand liegen keine Bedrohungen vor. Die Kastanienbraune Kurzschwanzblattnase ist sehr anpassungsfähig. Die IUCN listet sie als nicht gefährdet (least concern).